# غريغوري هلادى
غريغوري هلادى (بالأوكرانية: Григорій Степанович Гладій)‏ هو مخرج وممثل كندي (وحمل سابقاً جنسية الاتحاد السوفيتي)، ولد في 4 ديسمبر 1954 في أوكرانيا. بدأ مشواره المهني سنة 1973.

## وصلات خارجية
- غريغوري هلادى على موقع IMDb (الإنجليزية)
- غريغوري هلادى على موقع ألو سيني (الفرنسية)
- غريغوري هلادى على موقع أول موفي (الإنجليزية)
- غريغوري هلادى على موقع قاعدة بيانات الأفلام السويدية (السويدية)
- غريغوري هلادى على موقع قاعدة بيانات الفيلم (الإنجليزية)
- غريغوري هلادى على موقع كينوبويسك (الروسية)